# هنري فابر
هنري فابر (بالفرنسية: Henri Fabre)‏
```
هو 
مهندس
 
وطيار
 
فرنسي
، ولد في 
29 نوفمبر
 
1882
 في 
مارسيليا
 في 
فرنسا
، وتوفي في 
30 يونيو
 
1984
 في 
Le Touvet
 
[الإنجليزية]
‏
 في 
فرنسا
.
[
2
]
[
3
]
```